# Annika Olsen
Annika Olsen, née le 13 mars 1975 à Tórshavn, est une nageuse et femme politique féroïenne.

## Biographie
Elle est ministre de l'Intérieur entre 2008 et 2011, puis ministre des Affaires sociales et vice-Premier ministre de 2011 à 2015.